# Leo Victor de Gale
Leo Victor de Gale (ur. 28 grudnia 1921, zm. 23 marca 1986) – grenadyjski polityk. Pierwszy gubernator generalny kraju od 7 lutego 1974 do 30 września 1978.